# Nationalisme en Ukraine
Le nationalisme ukrainien se manifeste d'abord dans la seconde moitié du XIXe siècle en Autriche-Hongrie (en Galicie orientale et en Ruthénie subcarpatique) et dans l'Empire russe (dans ce qui était alors appelé la « Petite Russie » et la Nouvelle Russie). Elle se manifeste par une affirmation d'abord culturelle, puis de plus en plus politique, de la spécificité linguistique, culturelle et historique des Ukrainiens par rapport aux autres peuples slaves de ces deux empires.
En 1918, alors que les deux empires se disloquent à l'issue de la Première Guerre mondiale, les premiers États ukrainiens sont proclamés : la République populaire d'Ukraine, la République populaire d'Ukraine occidentale, la République de Lemko et la République Houtsoule. Mais ceux-ci ne parviennent pas à faire valoir leurs arguments à la conférence de la paix de 1919 et l'Ukraine se retrouve partagée entre la Pologne (un sixième du territoire actuel), la Tchécoslovaquie (4 % du territoire actuel), la Roumanie (5 %) et la Russie soviétique (74 %).

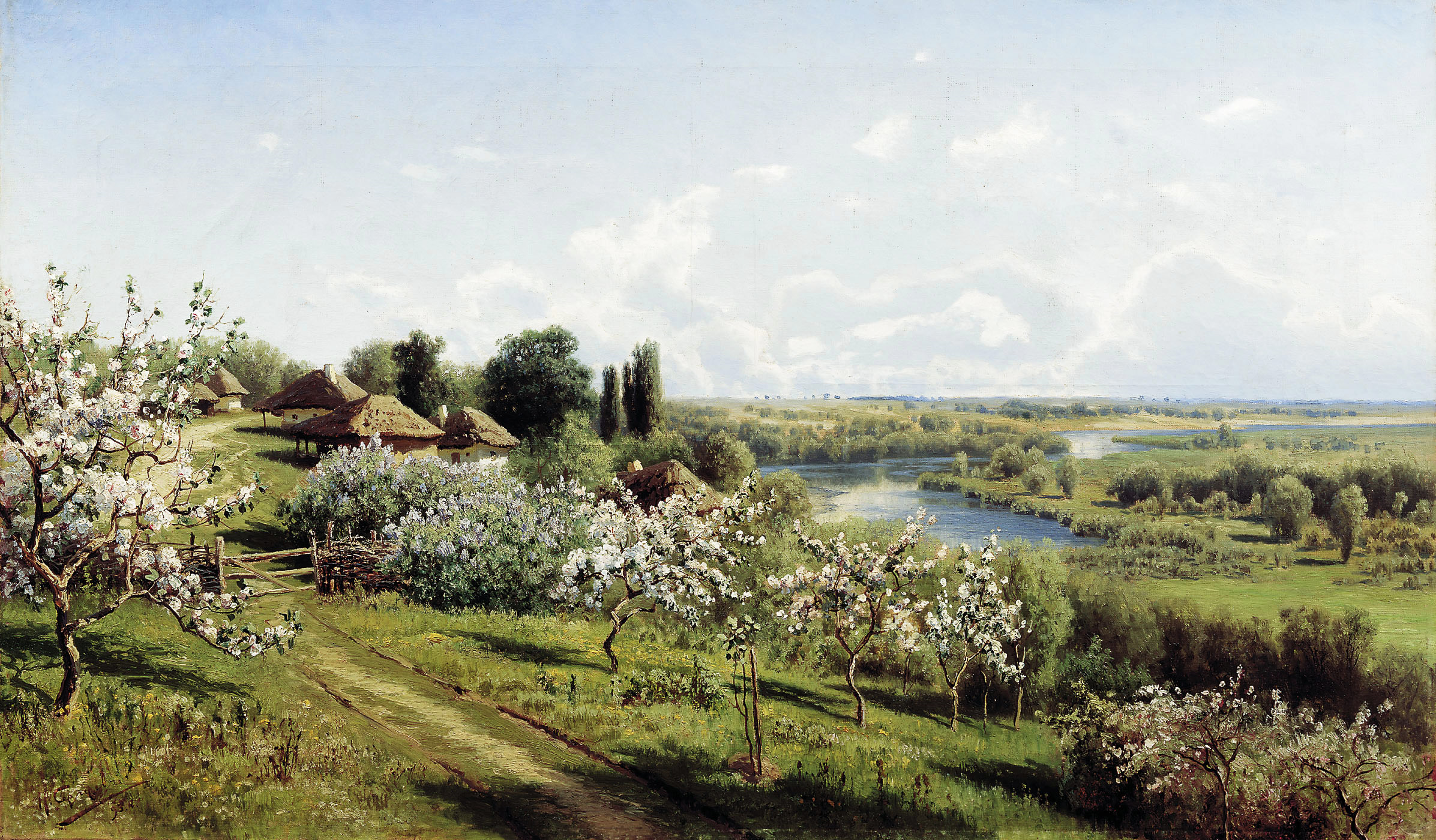
Paysage ukrainien (tableau romantique de Mykola Sergeyiv).

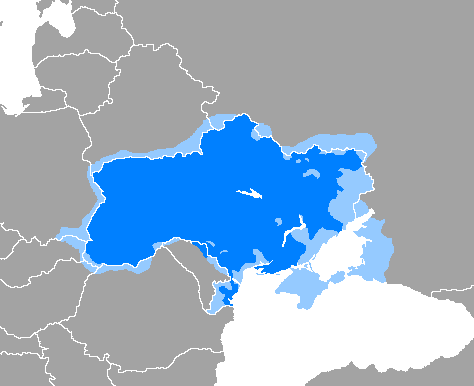
En bleu, les territoires où la langue ukrainienne était parlée (majoritaire ou minoritaire) au début du XXe siècle.

Lors de la Guerre russo-ukrainienne, qui commence avec la Guerre du Donbass puis l'Invasion de l'Ukraine par la Russie depuis 2022, une vague nationaliste russe s'est également fait remarquer chez certaines populations russophones/russophiles entre autres par opposition à l'État ukrainien, voire la nation ukrainienne en tant que telle, ainsi qu'en parallèle un renouveau du nationalisme ukrainien par une opposition agrandie envers la Russie, l'héritage russo-soviétique ainsi que cette vague nationaliste russe.

## Prémices de l'émergence de l'Ukraine
Parmi les principautés slaves orientales issues de la Rus' de Kiev en 1141, et parfois historiquement appelées « ruthènes » ou « Ruthénies », la Pjémyslie, la Térébovlie, la Volhynie et la Galicie (en ukrainien : Галицьке князівство) avec ses knèzes Wladimirko ou Iaroslav Osmomysl, réunies sous Roman Mstislavitch en 1199 au sein de la Principauté de Galicie-Volhynie, représentent pour le nationalisme ukrainien les premiers États ukrainiens, sachant que le terme « Ukraine » qui signifie « marche, marge » (en l'occurrence, méridionale), renvoie à un « regard septentrional ». Une fois ces principautés absorbées par les États voisins au XIVe siècle, ce sont les Cosaques zaporogues qui, dans l'histoire de l'Ukraine, assurent la transition avec l'identité ukrainienne moderne émergeant au XIXe siècle,.

### Avant la création de l'État d'Ukraine
Dès la seconde moitié du XIXe siècle, s'organisent des confréries secrètes visant à établir les droits à l'indépendance du peuple ukrainien. Parmi celles-ci, la Fraternité Taras qui sera active de 1891 à 1898 et dont plusieurs membres créeront par la suite le Parti révolutionnaire ukrainien en 1900.
Au début du XXe siècle, Mykola Ivanovytch Mikhnovsky a été l'une des figures et l'un des idéologues du nationalisme indépendantiste ukrainien : il est l'auteur de Ukraine indépendante (uk) (ukrainien : Самостійна Україна, Samostijna Ukrajina, 1900), pamphlet considéré comme le premier programme revendiquant l'indépendance de l'Ukraine ; il est le cofondateur du Parti révolutionnaire ukrainien, et leader d'une de ses scissions, le Parti ukrainien du Peuple (uk).
Le Parti révolutionnaire ukrainien (RUP) fut un parti politique de tendance national-révolutionnaire et marxiste fondé le 11 février 1900 par des étudiants à Kharkiv et dont le principal objectif était la révolution et l'indépendance de l'Ukraine.
Très rapidement le Parti connut des dissensions internes en raison des divergences sur l'importance à donner aux objectifs nationaux d'une part et socialistes d'autre part. Si le premier programme du Parti révolutionnaire ukrainien prévoyait l'indépendance de l'Ukraine, l'idée d'une autonomie au sein d'une fédération socialiste avec la Russie prit le dessus.
Le Parti se scinda finalement en trois. Sous la conduite de Mykola Mikhnovsky se créa une aile indépendentiste qui devint le Parti ukrainien du Peuple. Souscrivant à un nationalisme ukrainien, ce Parti demeura minoritaire, le sentiment national ukrainien étant alors cantonné aux classes urbaines instruites. Puis, en 1904, c'est l'aile gauche du RUP qui fit scission et devint l'Union social-démocrate ukrainienne avant de rejoindre la social-démocratie russe. Le reste du RUP pris, en 1905, le nom de Parti ouvrier social-démocrate ukrainien qui souhaitait concilier les objectifs nationaux et socialistes. On y retrouve notamment Volodymyr Vynnytchenko et Simon Petlioura, formant chacun un courant du Parti, le premier étant plus fortement social-révolutionnaire et le second plus national-démocratique.
En 1914, des militants politiques ukrainiens détenus par l'Empire russe; fondent l'Union pour la libération de l'Ukraine. La répression s'exercera sur ses membres, et ce mouvement politique cessera officiellement d'exister en 1918.

### Avant l'URSS (1917-1923)

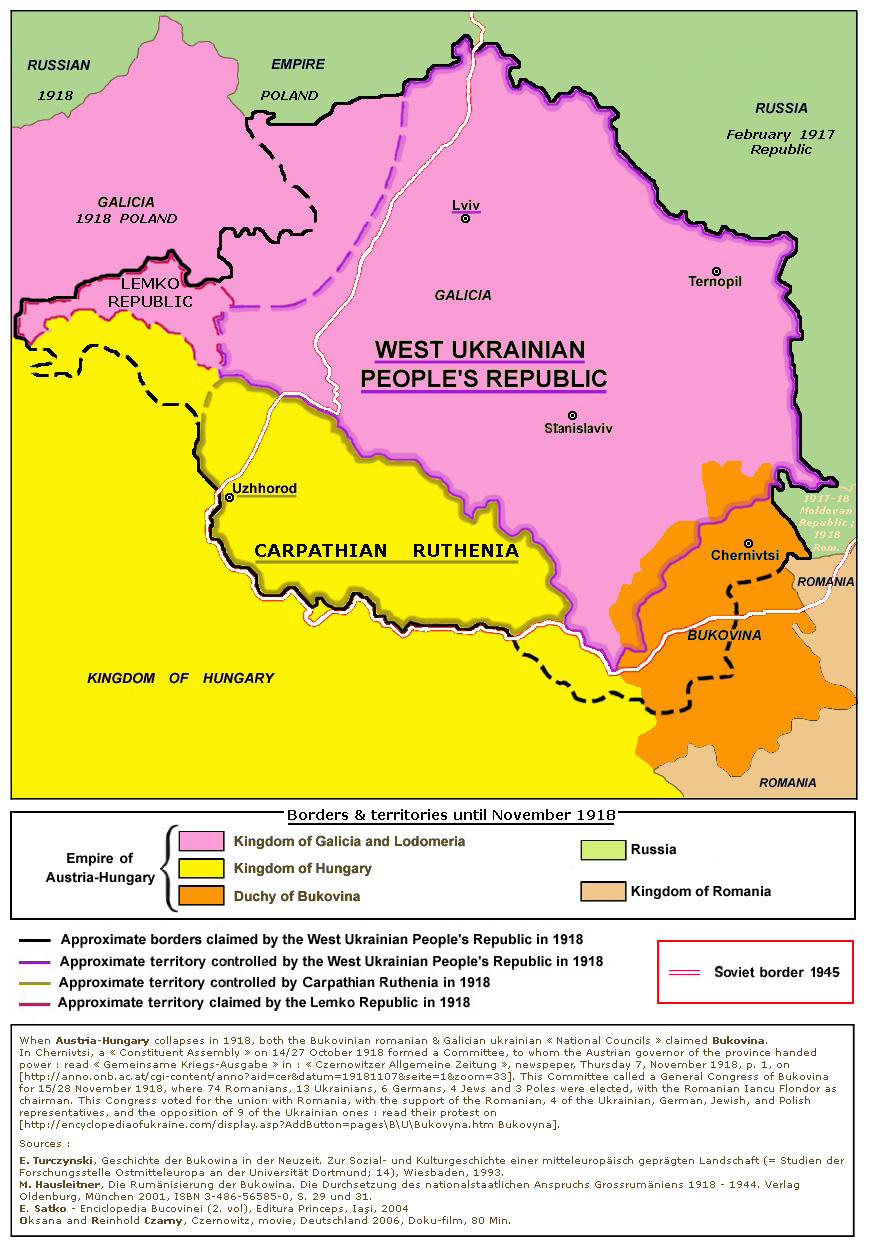
Territoires revendiqués fin 1918.

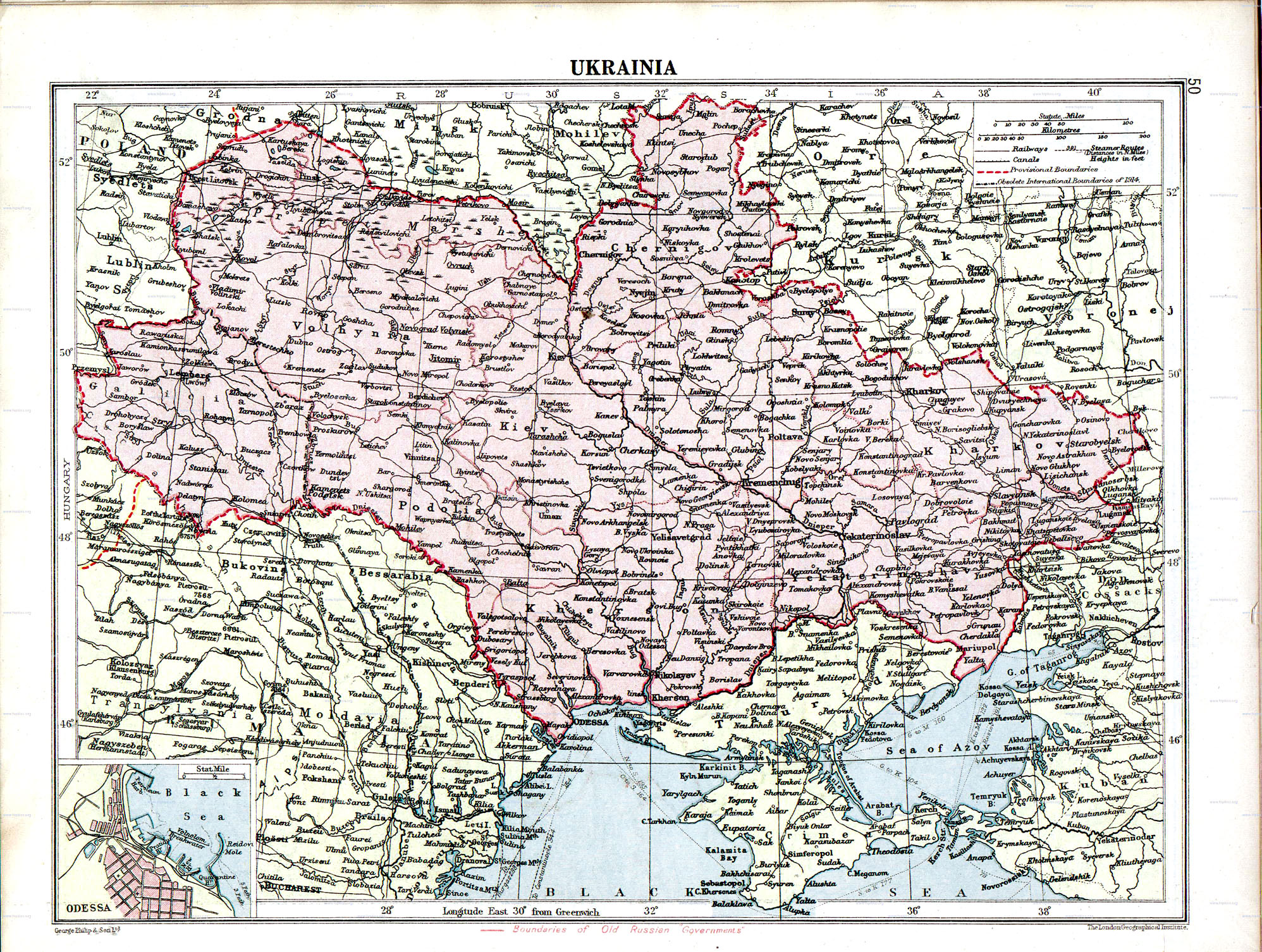
République populaire ukrainienne.

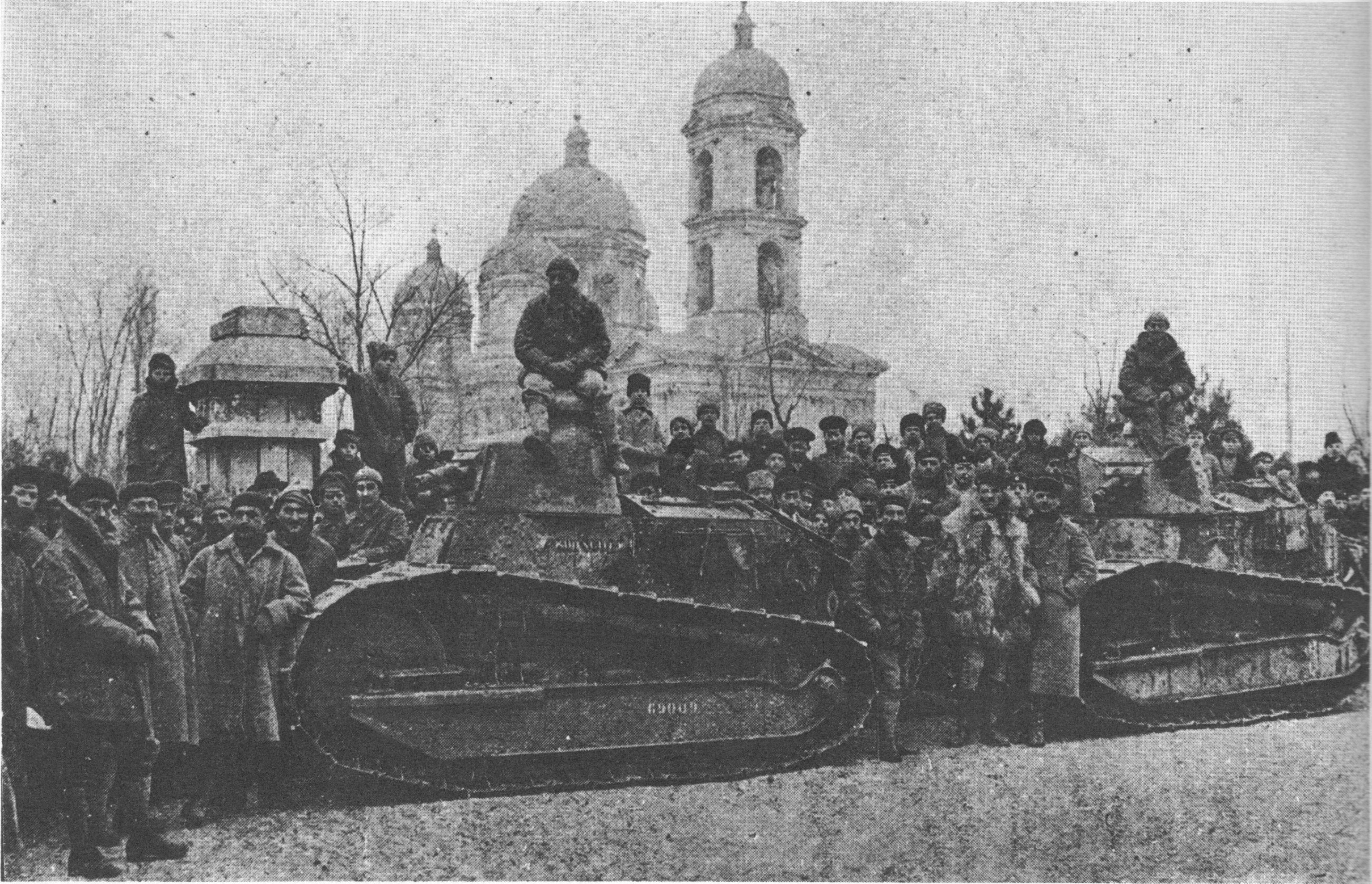
Char Renault et soldats français en 1918-1919 à Odessa.

Alors que la Première Guerre mondiale et la Révolution russe s'achevèrent sur la dislocation des empires russe et autrichien, les Ukrainiens déclarèrent leur indépendance. Ils créèrent dès le 17 mars 1917 la Verkhovna Rada dont Mykhaïlo Hrouchevsky devint président le 27 mars et le restera jusqu’au 29 avril 1918. Le 20 novembre, la Rada centrale proclame la République populaire ukrainienne et déclare son indépendance le 22 janvier 1918. Cependant, l’offensive des Bolchéviks contraint le gouvernement à quitter Kiev en février 1918.
En mars 1918, le premier traité de Brest-Litovsk conclu entre la Russie soviétique et les Empires centraux livre à l’Autriche-Hongrie et à l’Empire allemand, pour lesquels l’approvisionnement en céréales est crucial à cette période, les pays baltes, la Pologne russe, la Biélorussie et l’Ukraine que les Bolcheviks ne parvenaient pas à contrôler, ce qui sera entériné par le second traité de Brest-Litovsk. Les Empires centraux tolèrent l’existence de la République populaire ukrainienne qui doit composer avec eux, mais ne parvient pas non plus à contrôler le territoire où corps francs allemands, troupes russes débandées, anarchistes de Nestor Makhno et différentes factions ukrainiennes (pro-alliées, pro-allemandes ou pro-bolchéviques) s’affrontent, pillant villes et villages. Le 29 avril, Mikhaïlo Hrouchevsky est réélu président, mais un coup d’État conservateur proclame Pavlo Skoropadsky hetman de l’État d'Ukraine. L’hetmanat ne dure que six mois, jusqu’en novembre 1918, lorsqu’une insurrection du Directoire vainc l’hetman le 18 novembre près de Motovylivka. Volodymyr Vynnytchenko puis Simon Petlioura seront alors les présidents du Directoire de la République populaire ukrainienne jusqu’en octobre 1920. Durant l’année 1919, les nationalistes ukrainiens et les Russes blancs, prétextant que certains Juifs s’étaient ralliés aux Bolchéviks qui avaient aboli toutes les discriminations antisémites de l’Empire russe, développèrent le mythe du judéo-bolchévisme, et l’Ukraine fut secouée par de multiples pogroms. Ce fut aussi le cas en Biélorussie.
Lors de la dislocation de l’Autriche-Hongrie à partir du 1er novembre 1918, un comité ukrainien proclame le 9 novembre la République populaire d'Ukraine occidentale (ZUNR) en Galicie orientale, à Lviv, tandis que les Polonais contrôlent la Galicie occidentale sauf autour de Lemko. Le 6 novembre 1918 dans le nord-ouest de la Bukovine et le 19 novembre 1918 dans le nord de la Transcarpathie, tandis que les Roumains de Bucovine et de Marmatie méridionales proclament leur ralliement au royaume de Roumanie. Lviv ayant été prise par les Polonais, le gouvernement de la ZUNR s’établit à Ternopil ; les comités ukrainiens de Lemko, de Bucovine et Trancarpathie ne parvinrent pas à contrôler leurs territoires, et l’année suivante, Polonais et Roumains furent admis à faire valoir leurs revendications à la Conférence de paix de Paris, alors que ce droit fut refusé au gouvernement de la ZUNR.
Le 1er décembre 1918, le secrétariat d’État de la République populaire d’Ukraine occidentale conclut un accord préliminaire avec le Directoire de la République populaire ukrainienne, portant sur l'union des deux états ukrainiens. L'accord fut approuvé par la Rada de la ZUNR le 3 janvier 1919 et par le Directoire le 22 janvier 1919, date à laquelle l'union fut officiellement proclamée. Dès lors, la ZUNR prit le nom de province de l'ouest de la République populaire ukrainienne. Mais l’union ne fut pas pleinement établie : les organismes gouvernementaux de la ZUNR continuèrent de fonctionner séparément à Ternopil.
Le 22 janvier 1919, UNR et ZUNR s’unissent, mais en même temps, les Allemands se retirent, et dans le vide ainsi créé se déclenche une confuse guerre de harcèlement de type « chacun contre tous les autres » entre troupes russes tsaristes, dites Blanches (dirigées par le général Dénikine et soutenues par les armées alliées franco-britanniques), l’armée communiste des Bolchéviks dite Rouge, l’armée nationaliste ukrainienne de Simon Petlioura et les troupes anarchistes dites Noires. À part les deux dernières, principalement composées d’Ukrainiens, toutes ces troupes vivaient sur le pays et affamèrent les villageois ukrainiens à coups de réquisitions répétées. Au cours de cet affrontement généralisé, les Français et les Britanniques occupent Odessa, Sébastopol et d’autres ports, mais l’intervention tourne court à cause du manque de moyens engagés, des mutineries de la mer Noire et de l’hostilité de la population exaspérée par les réquisitions (mars-avril 1919).
Vers la fin de 1919 et la première moitié de 1920, les Bolcheviks finissent par l’emporter sur les autres belligérants, et la partie ex-russe de l’Ukraine, avec Kiev pour capitale, est intégrée à l’URSS créée en 1922, tandis que la partie ex-autrichienne, avec Lviv pour ville principale, est intégrée à la Pologne en 1921. La petite Ukraine transcarpatique, jadis hongroise et brièvement indépendante en novembre 1918, vota son rattachement à la Tchécoslovaquie et quant à la Bucovine, sa minorité ukrainienne se résigna à son rattachement à la Roumanie : ces deux régions évitèrent ainsi la « soviétisation », des réquisitions, la collectivisation et les famines qui suivirent, dont le Holodomor. La ZUNR continua d’exister en exil (à Berlin) jusqu’en 1923.
Roman Souchko fut un des organisateurs des tirailleurs de l'armée de la République populaire ukrainienne (UNR), commandant de la division des fusiliers. Il participa à la répression de l'insurrection de Janvier de l'arsenal de Kiev (1918). Il fut l'un des organisateurs de l'armée ukrainienne.

### Période de l'URSS (1923-1991)

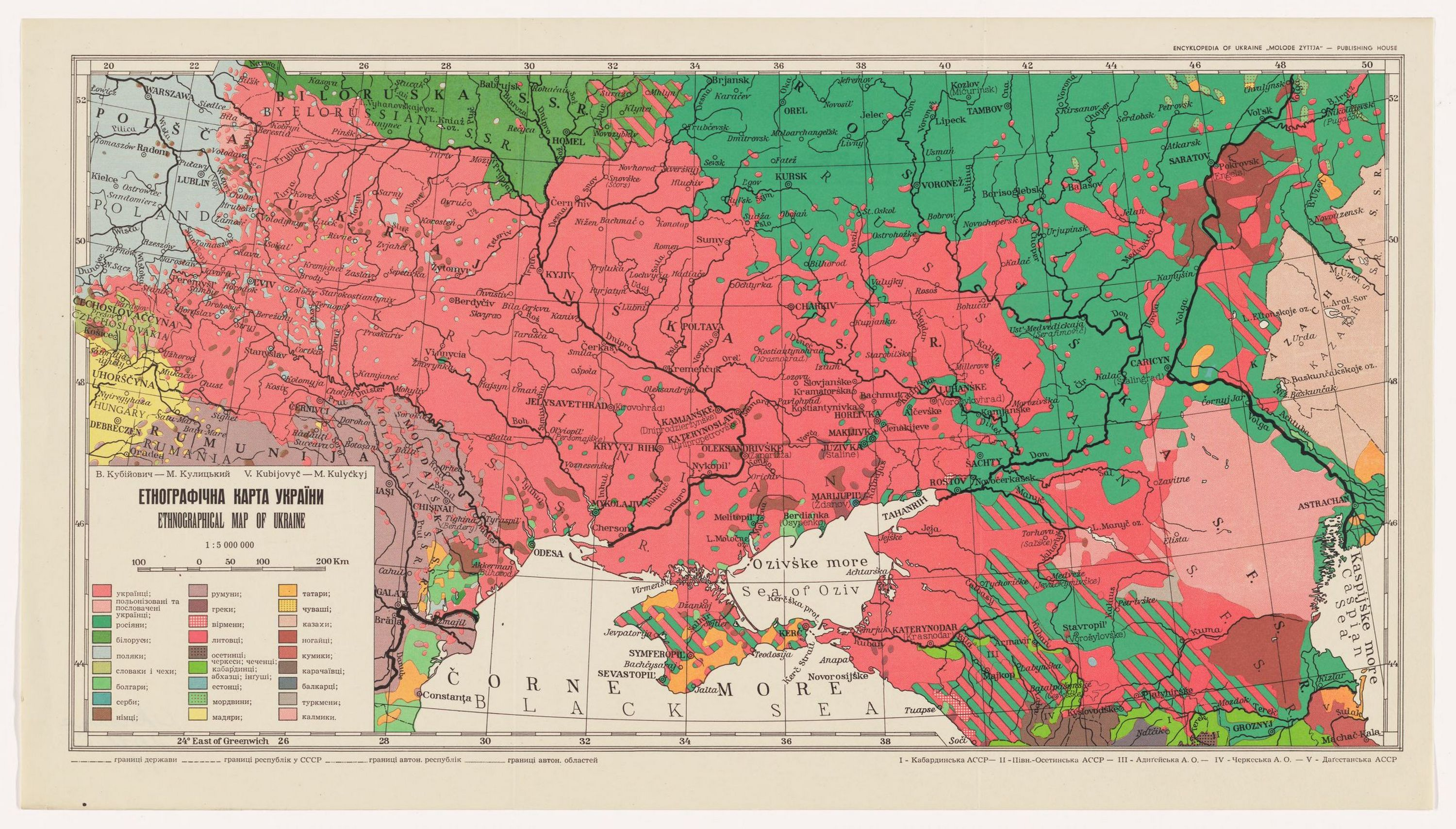
Carte soviétique de l'Ukraine et de la nationalité ukrainienne (en rouge), 1946.

Par son étendue et par la variété des régions annexées, l'Union des républiques socialistes soviétiques était un État multi-ethnique dont la constitution distinguait la « citoyenneté soviétique » appliquée selon le droit du sol à tous les habitants, de la « nationalité » appliquée selon le droit du sang à certains citoyens seulement. Mentionnée sur la carte d'identité, la « nationalité » permettait, selon le gouvernement soviétique, d'appliquer une « discrimination positive », afin de préserver la culture et la langue des peuples « non-russes », mais dans les faits, elle a aussi pu servir à les russifier. On retrouvait parmi les « nationalités » bien évidemment des Russes (et autres peuples Slaves, majoritaires), mais aussi des Turcs, des Arméniens, des Géorgiens, des Baltes, des Moldaves, des Juifs...

#### Avant l'invasion nazie (1923-1941)
UVO (1923-1929)
Avec la fin de la guerre, Yevhen Konovalets décida de poursuivre la lutte pour l'indépendance par des moyens plus radicaux. Au cours de l'été 1921 il se rend à Lviv, prend en charge l'Organisation militaire ukrainienne (UVO) et met en place son réseau. Puis en décembre 1922, Yevhen Konovalets émigre et vit avec sa famille à Berlin jusqu'en 1929, à Genève de 1929 à 1936 et s'installa finalement à Rome. Tout en gardant le contrôle sur l'UVO, il établit des contacts avec des cercles militaires étrangers, en particulier avec l'Allemagne et la Lituanie. Pour gagner de la sympathie et du soutien politique de la part des gouvernements occidentaux, Yevhen Konovalets encouragea la mise en place de bureaux de presse et de maisons d'édition en langues étrangères.
OUN (1929-1940)
Yevhen Konovalets
Reconnaissant les différents groupes de jeunes nationalistes comme étant ses alliés naturels dans la lutte pour l'indépendance, il unifia son organisation aux leurs et fonde ainsi l'Organisation des nationalistes ukrainiens à Vienne (Autriche) en 1929. Il en prend la direction et canalise leurs activités politiques.
L'Organisation des nationalistes ukrainiens est un parti politique ukrainien créé en 1929 à Vienne par Yevhen Konovalets. D'une certaine manière cette organisation succède à l'Organisation militaire ukrainienne (UVO).
Au cours d'une visite aux États-Unis et au Canada, Yevhen Konovalets encouragea ses disciples à établir des associations de vétérans ukrainiens. Elles devinrent les noyaux de la communauté nationaliste ukrainienne et pris le nom d'Organisation pour la renaissance de l'Ukraine aux États-Unis et le nom de Fédération nationale ukrainienne au Canada.
Au cours de ses dix premières années de direction à la tête de l'OUN, Yevhen Konovalets consolida sa position en Ukraine et à l'étranger. Il encouragea le développement de toutes les organisations de la communauté ukrainienne, en France, en Allemagne, en Autriche. Par ailleurs il essaya d'amener, à l'attention de la Société des Nations, le débat sur la question nationale ukrainienne. Il fut assassiné à Rotterdam par l'agent du NKVD Pavel Soudoplatov (par le biais d'un colis piégé) le 23 mai 1938.
Campagne de Pologne (1939)
Roman Souchko est un politicien de la République populaire ukrainienne (UNR) et de l'Organisation des nationalistes ukrainiens (OUN), colonel des fusiliers ukrainiens, de 1939 à 1941 ; commandant au sein de la légion ukrainienne créée par la Stepan Bandera.
Au début de la Campagne de Pologne (1939) Roman Souchko dirigea la « Légion ukrainienne » créée par Stepan Bandera à Stryï. Après l'annexion de la Galicie par les nazis, la Légion retourna dans le Gouvernement général durant l'occupation Allemande (du 2 juillet 1941 au 5 août 1944) et ne prit plus part à des combats par la suite.
À partir de la fin de 1939 à Cracovie, il dirigea l'armée de la République populaire ukrainienne (OUN) sur le territoire du Gouvernement général de Pologne (1939—1941), (annexe polonaise du Troisième Reich) où il créa le réseau de cette OUN et du Comité national ukrainien (УЦК).
OUN-B ou OUN-R(1940-)
En 1940, l'Organisation des nationalistes ukrainiens se scinde en deux, celle de Stepan Bandera (OUN-B ou OUN-R pour le mot révolution) et celle d'Andry Melnyk (OUN-M), plus modérée.
Roman Souchko était opposé à la scission de l'OUN en 1940 entre la fraction de Stepan Bandera et la fraction d'Andry Melnyk.
URSS
L’Ukraine agrandit par les territoires conquis par l'URSS. Toutefois, l'URSS resta impopulaire en Ukraine du fait de la sévérité du régime.

#### Invasion de l'URSS,Opération Barbarossa(1941)
Le 22 juin 1941, l'Allemagne rompit le pacte de non-agression le liant à l'URSS et attaqua l'Union soviétique, Staline ayant refusé de réagir aux mises en garde de ses agents et de Churchill qui était renseigné grâce au décryptage du code de la machine Enigma qui chiffrait les communications militaires allemandes.
Le régime stalinien était si répressif, que lorsque l’Allemagne envahit l’URSS en 1941, certains Ukrainiens, ignorant qu’eux aussi, en tant que slaves, étaient des « sous-hommes » aux yeux des nazis, accueillirent la Wehrmacht en libératrice. Un certain nombre d’Ukrainiens s’engagèrent même dans les forces de police, l’Armée de libération de l'Ukraine, les Hiwis, et la 14e division de la Waffen SS. Plusieurs milliers d’Ukrainiens rejoignirent, eux, l’Armée insurrectionnelle ukrainienne (UPA), réseau de Résistance nationaliste. Le 22 juin 1941, l’organisation des nationalistes ukrainiens proclama l’indépendance de l’Ukraine à Lviv. L’armée insurrectionnelle ukrainienne (UPA) continuera son combat contre l’armée rouge, jusqu’à son anéantissement en 1954. En 1944, l’Armée rouge "libère" l’Ukraine. Les Ukrainiens qui avaient servi les Allemands, et également les membres de l’UPA, furent en 1945, pour la plupart internés au Goulag comme traîtres. À la fin de la guerre, les pertes ukrainiennes s’élèvent à 8 millions de personnes dont 1,377 million de militaires soviétiques de nationalité ukrainienne (15,9 % des pertes totales de l’Armée rouge).
Stepan Andriïovytch Bandera (ukrainien : Степа́н Андрі́йович Банде́ра) dirigea l'Organisation des nationalistes ukrainiens (OUN). Il est l'idéologue et le chef du mouvement nationaliste ukrainien. En lutte pour l'indépendance de l'Ukraine contre la Pologne et l'Union soviétique, il participe à la création de la Légion ukrainienne sous commandement de la Wehrmacht pour la lutte contre l'armée rouge.
Après l’invasion de l'URSS par l'Allemagne nazie à l’été 1941, Roman Souchko resta à Lviv.
Le 12 janvier 1944 Roman Souchko fut assassiné. Concernant ses assassins, plusieurs hypothèses existent : peut-être des partisans de Stepan Bandera, peut-être des agents de la gestapo.

#### Déclaration d'indépendance, 30 juin 1941

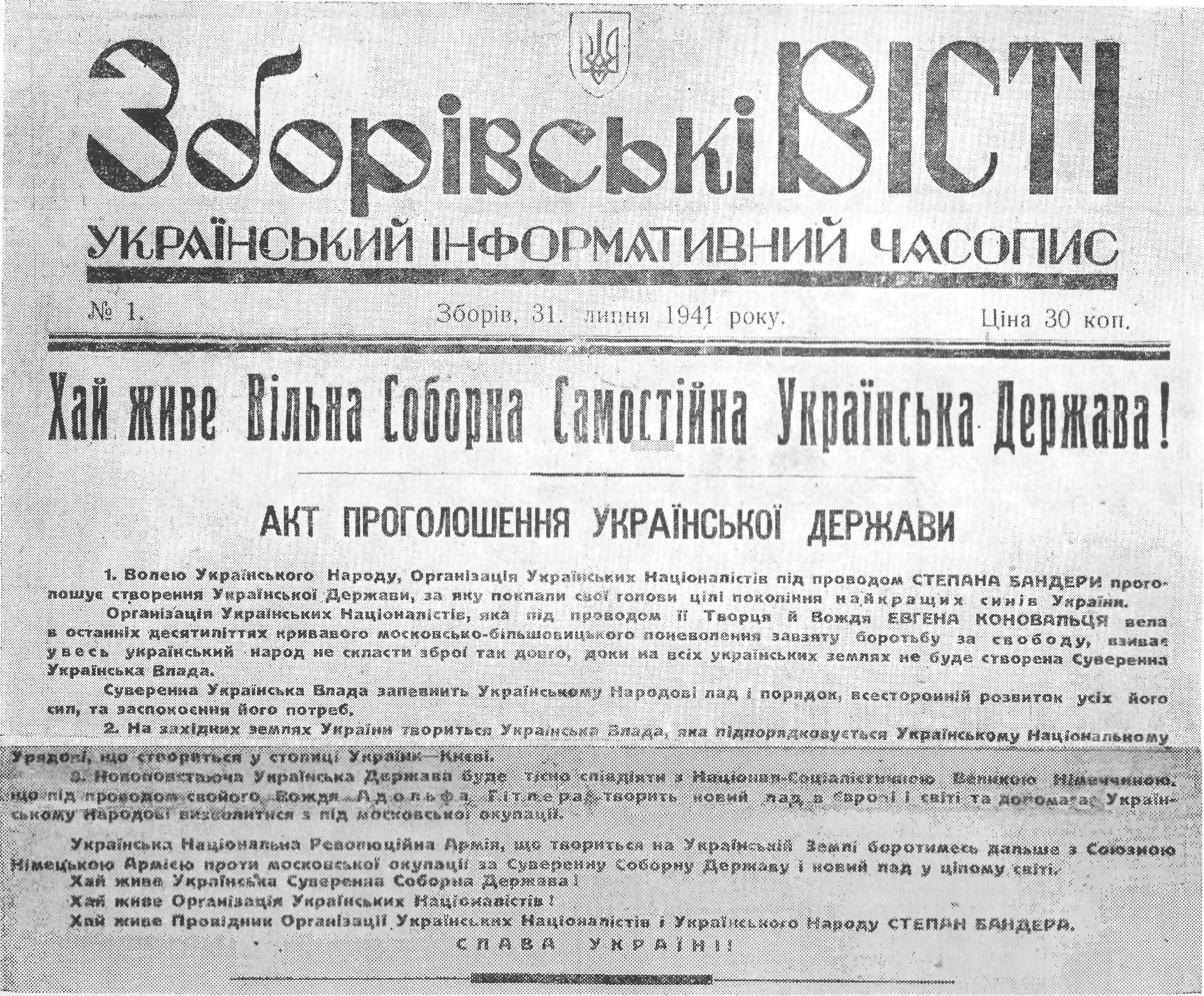
Déclaration de l'Indépendance de l'Ukraine 1941 un mois après sa proclamation dans le premier numéro du journal de Zboriv.

Stepan Bandera et Yaroslav Stetsko furent les auteurs de la Déclaration de l'Indépendance de l'Ukraine, 1941 le 30 juin 1941 à Lviv.
La Déclaration de l'Indépendance de l'Ukraine du 30 juin 1941 fut proclamée à Lviv par l'Organisation des nationalistes ukrainiens (OUN) sous la direction de Stepan Bandera. Le premier ministre était Yaroslav Stetsko, et le président du Conseil des Anciens Kost Levytsky. L'OUN profitait du retrait des forces soviétiques pour faire valoir ses objectifs.
Certains membres de l'OUN estimaient qu'ils avaient trouvé un nouvel allié puissant avec l'Allemagne pour les aider dans leur lutte contre l'Union soviétique.

Le 30 juin 1941, Yaroslav Stetsko préside la Déclaration de l'Indépendance de l'Ukraine, dont la troisième clause est ainsi rédigée : 

« 3/ L’État ukrainien nouvellement formé travaillera en étroite collaboration avec le national-socialisme de la Grande Allemagne, sous la direction de son chef, Adolf Hitler, qui veut créer un nouvel ordre en Europe et dans le monde et aide les Ukrainiens à se libérer de l'occupation soviétique. L'Armée révolutionnaire populaire ukrainienne, qui a été formée sur les terres ukrainiennes, veut continuer à se battre avec l'armée allemande alliée contre l'occupation moscovite pour un État souverain et uni et un nouvel ordre dans le monde entier »

.

#### Période nazie (1941-1945)
Quelques jours après l'invasion allemande à Lviv la direction du nouveau gouvernement était déjà arrêtée et envoyée dans un camp de concentration en Allemagne. Dans les deux ans qui suivirent la déclaration d'indépendance, 80 % des dirigeants de l'OUN-B furent arrêtés et emprisonnés ou exécutés par les autorités allemandes.
En octobre 1942, la branche armée de l'OUN, l'UPA est créée (l'Armée insurrectionnelle ukrainienne d'Andry Melnyk, quant à elle, est créée au printemps 1943). Des deux, l'OUN-B et l'UPA de Stepan Bandera fut de loin la plus importante et finit par absorber la seconde en juillet-août 1943.
Au cours de son existence, l'OUN acquis une très grande influence dans les différentes couches de la société. Son principal succès résidait dans sa capacité à assurer la poursuite de la lutte pour l'indépendance ukrainienne.
La Gestapo et l'Abwehr protègent les partisans de Stepan Bandera du fait que les organisations qu'il dirige pourraient être utiles pour leurs propres desseins.
Le 5 juillet, Stepan Bandera, leader de la fraction OUN-B est arrêté administrativement à Cracovie et transporté à Berlin le lendemain, où il est rejoint, le 12, par Stetsko, « premier ministre » désigné lors de la déclaration de l'indépendance de l'Ukraine. Les Allemands le transfèrent à Lviv après un attentat manqué contre sa personne par des inconnus. Le 14 du même mois, il est relâché à condition de rester à Berlin. Pendant les mois de juillet et d'août, les deux leaders reçoivent des dizaines de propositions pour coopérer avec les différentes institutions nazies : OKW, Reichssicherheitshauptamt, « Office central de la sécurité du Reich »RSHA, etc.
Après l'assassinat de deux membres de l'OUN de la tendance Andry Melnyk (OUN-M), dont la responsabilité est attribuée à des membres de l'OUN de la tendance Bandera (OUN-B), Stetsko et Bandera sont enfermés à la prison centrale de Berlin-Spandau. En janvier 1942, transférés au camp de concentration d'Oranienburg-Sachsenhausen, dans des baraquements destinés aux prisonniers politiques (Zellenbau).
En avril 1944, Stepan Bandera et son adjoint, Yaroslav Stetsko, sont approchés par Otto Skorzeny pour discuter de plans de sabotages contre l'Armée rouge.
En septembre 1944, Stetsko et Bandera sont relâchés par les Allemands (le Sicherheitsdienst) dans l'espoir qu'ils aillent encourager la population ukrainienne à combattre l'avancée de l'Armée rouge qui revient. Bandera reçoit l'autorisation, de la part des Allemands, d'installer son quartier-général à Berlin. Les Allemands aident l'OUN-B et l'UIA en leur parachutant du ravitaillement en armes et en équipement. Des Allemands sont choisis et formés pour mener des activités terroristes et d'espionnage derrière les lignes de front soviétique, mais également des hommes de l'OUN-B qui sont transportés par avion vers l'Ukraine, jusqu'au début de l'année 1945.
En avril 1945, Stetsko est sérieusement blessé durant une attaque alliée sur des véhicules allemands militaires en convoi en Bohême.

#### République de l'URSS reconnue par l'ONU (1945-1991)
En 1945, à la demande de Staline, pour souligner son rôle dans la défaite des nazis, l’ONU fait de l’Ukraine, en même temps que de l’URSS et de la Biélorussie, l’un des membres fondateurs de cette organisation. L’URSS y disposera ainsi de 3 voix au lieu d’une. En outre, 4 villes ukrainiennes : Odessa, Kertch, Sébastopol et Kiev portent le titre honorifique de ville héros (accordé aux villes d'Union soviétique dont les habitants ont héroïquement combattu la Wehrmacht au cours de la Seconde Guerre mondiale).
En 1945, Staline enlève à la Tchécoslovaquie la Ruthénie subcarpatique jadis hongroise (jusqu’en 1918) et la rattache à la République socialiste soviétique d'Ukraine. En 1948, il enlève à la Roumanie, pourtant devenue communiste, plusieurs îles dont l’île des Serpents en mer Noire, qui sont données à l’Ukraine. Mais pendant tout ce temps, les arrestations et déportations d’Ukrainiens continuent sous les prétextes les plus divers ; toutefois la majorité des survivants sont amnistiés et libérés par Nikita Khrouchtchev après la mort de Staline.
En 1954, pour marquer le 300e anniversaire du traité de Pereïaslav, Khrouchtchev transféra la Crimée à la RSS d’Ukraine, dont la croissance territoriale est alors achevée.
À partir de 1955, avec la relative période de libéralisation commencée sous Khrouchtchev, les communistes ukrainiens commencèrent à prendre en compte des objectifs nationaux. À cette époque du dégel, dans les années 1960, il y eut un mouvement dissident en Ukraine, mené par des personnalités telles que Viatcheslav Tchornovil, Vassyl Stous, Levko Lukyanenko. Comme dans les autres républiques membres de l’URSS, les mouvements ont été rapidement réprimés, leurs membres condamnés à des peines de Goulag et d’exil. Et c’est pendant la perestroïka de Mikhaïl Gorbatchev que ces objectifs ont pu être concrétisés.
En 1968, Vasyl Makuch s'immole par le feu pour protester contre l'occupation de l'Ukraine par l'Union soviétique et contre l'invasion russe de la Tchécoslovaquie. Le 5 novembre 1968, parti de la Krechtchatyk, la principale rue de Kiev, il se dirigea vers l'actuelle place de l'Indépendance en criant : « À bas les colonisateurs communistes ! Vive l'Ukraine libre ! Vive l'Ukraine ! ». Il mourut de ses blessures le lendemain.
En 1986, dans la ville de Tchernobyl, une catastrophe nucléaire eut lieu dans la centrale de cette ville, qui contamina non seulement l’Ukraine, la Biélorusse et la Russie, mais aussi les autres pays d’Europe. Ce fut la plus grave catastrophe nucléaire du XXe siècle.
Ce n’est qu’en 1989 que la libéralisation du régime soviétique et la libération de tous les détenus politiques permit aux Ukrainiens de s’organiser pour défendre leurs droits. Le Mouvement populaire d'Ukraine « Roukh », le premier parti politique indépendant ukrainien depuis 1919, fut ainsi fondé en 1989. Lors des élections de mars 1990, les partis ukrainiens du bloc démocratique ont alors obtenu environ 25 % des sièges au Parlement. Sous l’influence des députés démocrates, le Parlement adopta, le 16 juillet 1990, la Déclaration sur la souveraineté politique de l’Ukraine. Ce fut le premier pas vers l’indépendance complète de l’Ukraine. Celle-ci fut proclamée le 24 août 1991 et confirmée par le référendum organisé le 1er décembre 1991 : 90,5 % d’électeurs votèrent pour l’indépendance. La semaine suivante, l’URSS cessa d’exister à la suite de la dissolution décidée lors de la réunion à Minsk des dirigeants russe, ukrainien et biélorusse.

### Sortie de l'URSS
L’État ukrainien s’émancipe de l’Union soviétique en 1991. Il hérite des territoires que l’URSS avait attribué à la République socialiste soviétique d'Ukraine et des populations présentes sur ces territoires du temps de l’URSS :
- les Ukrainiens constituent 78 % de la population ;
- les Russes environ 17 % ;
- les autres minorités sont les Biélorusses de Polésie, les Roumains moldaves, les Bulgares du Boudjak, les Hongrois de Ruthénie subcarpatique, les Polonais de Galicie, les Arméniens tcherkessogaïs, les Grecs pontiques, les Allemands de la mer Noire, les Tatars de Crimée, les Juifs ashkénazes et les Roms[30].

« L'Ukraine est un pays multiethnique, avec au moins 25 communautés diverses d'une certaine importance (…). Néanmoins, (elle) demeure un pays relativement homogène au point de vue ethnolinguistique (…) puisque au moins 78 % de la population (recensement de 2001, NDLR) est d'origine ukrainienne ».
Sur l’ensemble du territoire ukrainien, les minorités autres que les Russes constituent aux alentours de 5 % de la population, mais localement, elles peuvent être majoritaires (Hongrois le long de la frontière entre la Hongrie et l'Ukraine, Roumains dans l'arrondissement de Hertsa, Bulgares dans ceux de Bolhrad et de Tarutyne, Tatars dans ceux d'Akdagh et de Djankoï en Crimée…).
La communauté allemande est résiduelle après leur expulsion en application du pacte germano-soviétique et les déportations staliniennes ultérieures : quelques milliers de personnes réparties entre l’est, l’ouest et le centre du pays. Les Grecs pontiques ne sont plus qu'une dizaine de milliers de personnes, la plupart ayant quitté l'URSS pour la Grèce, et les Arméniens tcherkessogaïs ne sont que quelques centaines autour de Sourkhat. Le nombre de Juifs est difficile à estimer car outre le fait que beaucoup sont partis vers Israël ou les États-Unis (par exemple dans le quartier de « Little Odessa » à New-York), ceux qui restent, précisément en raison de l'ambiance nationaliste, préfèrent se déclarer Ukrainiens aux recensements : la plupart résident à Lviv, Tchernivtsi, Kiev et Odessa.

## Situation depuis l'indépendance

### Variantes actuelles
Il existe des variantes régionales du nationalisme ukrainien, notamment une « version occidentale » et une « version orientale »,.
La première version fait remonter l'émergence de la nation ukrainienne aux principautés slaves de Kiev, Galicie-Volhynie, Peremichlie, Terebovlie ou Marmatie considérés comme États-précurseurs de l'actuelle Ukraine, au même titre que le hetmanat cosaque zaporogue. Dans cette version, l'URSS apparait comme une domination étrangère totalitaire et génocidaire bien plus répressive et criminogène envers la nation ukrainienne que celles de l'union polono-lituanienne, de l'Empire russe, de la monarchie des Habsbourg puis de la Pologne, de la Tchécoslovaquie ou de la Roumanie ; pour la période 1918-1945, les mouvements ukrainiens de résistance à la russification et à la soviétisation (qui inclut la collectivisation, la terreur rouge et les famines soviétiques dont la Holodomor) sont considérés comme au moins aussi représentatifs et dignes d'un devoir de mémoire, que ceux qui ont fait face à la polonisation, à la slovaquisation ou à la roumanisation culturelle.
La seconde version adopte et continue à transmettre, avec quelques changements, le point de vue de l'historiographie de la République socialiste soviétique d'Ukraine selon lequel la « nationalité » ukrainienne (dans le sens soviétique du terme) se serait formée dans le giron russe et surtout soviétique, qui, en adoptant une organisation fédérale, a d'abord créé, puis agrandi la RSS d'Ukraine, embryon à l'État ukrainien actuel (indépendant en 1991) : dans cette version, les principautés médiévales de la Rus' de Kiev et de Galicie-Volhynie sont des états russes, et les premiers États ukrainiens proclamés en 1918-1920 sont des « fantoches incapables de résister aux fascistes polonais, tchécoslovaque et roumain », eux-mêmes « marionnettes des puissances occidentales, indifférentes au sort du peuple Ukrainien dont seule l'URSS a réalisé l'unité » en 1939-1954, en agrandissant l'Ukraine soviétique à l'Ouest, et en lui offrant au Sud la Crimée, bien que les Ukrainiens y soient minoritaires. Quant aux mouvements ukrainiens de résistance à la russification et à la soviétisation, ils sont composés tout simplement « de fascistes et de traîtres ».
La version « orientale » moderne conserve le point de vue soviétique sur l'oppression des Ukrainiens entre les deux guerres mondiales en Pologne (Galicie orientale), Tchécoslovaquie (Ruthénie subcarpatique) et Roumanie (Bucovine, Boudjak), tandis que l'Ukraine soviétique aurait été le foyer de développement de la nation, mais il élargit cette vision en faisant remonter l'émergence de la nation ukrainienne à l'insurrection ruthène de Bohdan Khmelnytsky au XVIIe siècle contre la domination polono-lituanienne et en considérant les premiers États ukrainiens proclamés en 1918-1920 comme représentatifs de l'émergence ukrainienne.
Une autre variante du nationalisme ukrainien est protochroniste : ce point de vue affirme que la population ukrainienne est essentiellement autochtone, sur un territoire trois fois plus vaste que l'actuelle Ukraine, et depuis plus de cinq mille ans, les origines du peuple ukrainien remontant directement aux cultures pontiques du néolithique, avec une phase d'« iranisation » à l'époque des Scythes, des Sarmates et des Alains (antiquité et antiquité tardive), et une phase de « slavisation » à l'époque des Varègues et de la Rus' de Kiev (Haut Moyen Âge).

### Reconnaissance des droits des minorités
Dès indépendance, en 1991, les droits des minorités ont été reconnus par la déclaration sur les droits des nationalités de 1991 et par la loi sur les minorités de 1992, mais les nationalistes ukrainiens sont en désaccord avec ces dispositions et ne cessent de répéter que la réciprocité n'est pas respectée, parce que les droits des minorités ukrainiennes hors frontières seraient bafoués dans tous les pays voisins.
Pour le site du Groupement pour le droit des minorités (GDM), branche française de Minority Rights Group International « dans l’ensemble, les relations inter-groupes sont aujourd’hui relativement harmonieuses (…), les foyers de tension sont rares » ; « ceci (…) est largement dû à la politique de l’administration ukrainienne qui a eu la sagesse de ne pas chercher à imposer brutalement à la population le modèle d’un État-Nation ukrainien ».

### Exemples de minorités
En Transcarpatie, aux limites de la Hongrie, de la Pologne, de la Roumanie et de la Slovaquie, certaines minorités comme les Hongrois et les Roumains sont majoritaires dans les communes situées long de la frontière, alors que d'autres communautés y sont aussi présentes, comme les Russes, les Roms ou les Slovaques. En Bucovine du Nord aussi il reste des Roumains, majoritaires dans le raion de Hertsa de l'oblast de Tchernivtsi, oblast où l'on trouve aussi des Russes vieux-croyants, à Bila Krynytsya et quelques autres localités. Quant au Boudjak, région bessarabienne de l'oblast d'Odessa, ainsi que dans cette ville, une mosaïque de cultures est présente, avec des Russes vieux-croyants, des Bulgares, des Gagaouzes, des Moldaves, des Arméniens, des Roms et des Juifs.

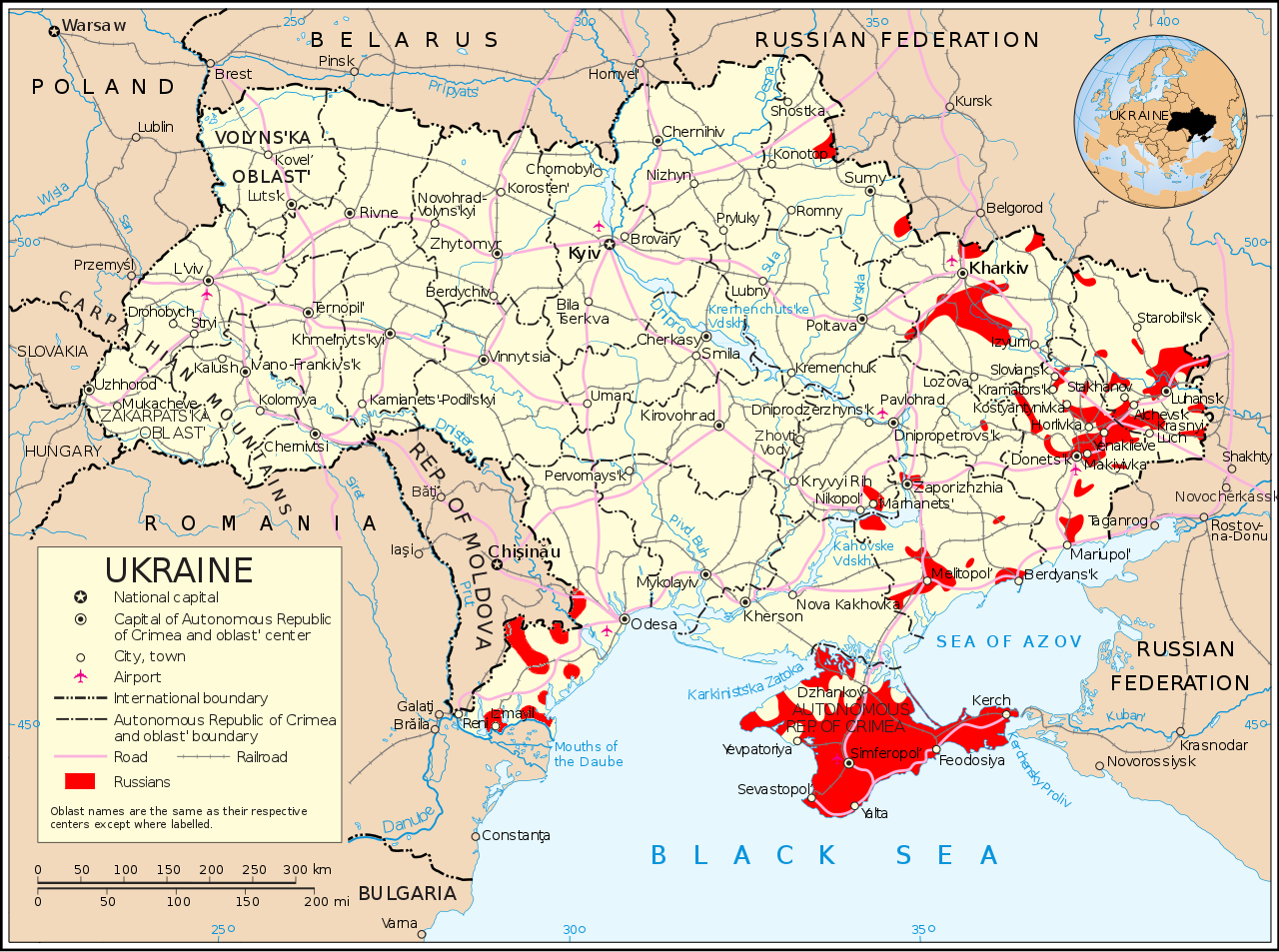
Les Russes d'Ukraine (selon la déclaration aux recensements, les russophones sont beaucoup plus nombreux, mais tous ne se déclarent pas Russes).

Pour l'AFP, « ces communautés coexistent en général sans heurts sur un territoire qui a été ballotté entre divers États pendant le XXe siècle, pour être finalement intégré en 1991 à l'Ukraine devenue indépendante ». Pour la Haute commissaire, Navi Pillay, « il est indispensable que le gouvernement donne la priorité au respect de la diversité, à la participation de tous, y compris les minorités, dans la vie politique ».
Mais la principale minorité, et de loin, est celle des Russes, présente dans tout le pays mais plus nombreuse dans ce qui fut la « nouvelle Russie » des tzars, soit le sud et l'est de l'actuelle Ukraine.

### Politique récente
Les Russes sont localement majoritaires en Crimée, d'ailleurs annexée de facto par la Russie en 2014, à l'issue de la crise ukrainienne, mais toujours ukrainienne de jure aux yeux de l'ONU et de la communauté internationale. Outre les « Russes de souche » se déclarant comme tels aux recensements, la majorité de la population de l'Ukraine comprend le russe, et de très nombreux citoyens le pratiquent au quotidien, d'autant que la limite est floue entre les communautés russe et ukrainienne, de langues slaves orientales proches, ayant longuement cohabité dans l'Empire russe et en Union soviétique, et souvent de même religion.
Pour l'ONU, face à la guerre du Donbass à l'est de l'Ukraine, où réside une forte communauté russophone, « il est important de prendre immédiatement des mesures pour rétablir la confiance entre le gouvernement et le peuple, et entre les différentes communautés. Il s’agit aussi de rassurer tout le monde en Ukraine en expliquant que leurs craintes principales seront traitées ».

## Mouvements nationalistes

### Mouvements nationalistes ukrainiens

#### Assemblée nationale ukrainienne – Autodéfense ukrainienne
L'Assemblée nationale ukrainienne – Autodéfense ukrainienne (UNA–UNSO); en ukrainien : Українська Національна Асамьлея–Українська Наробна Самооборона) est le plus important parti d'extrême droite en Ukraine, dirigé par Youriy Choukhevytch, le fils de Roman Choukhevytch.

#### Congrès des nationalistes ukrainiens
Le Congrès des nationalistes ukrainiens (KUN ou Конгрес українських націоналістів Kongres Ukrajins'kych Natsionalistiv) est un parti politique ukrainien qui a fait partie de l'Alliance pour l'Europe des Nations.

#### Secteur droit
Le Secteur droit (en ukrainien: Пра́вий се́ктор, Pravyï sektor) est un parti politique nationaliste ukrainien, essentiellement anti-Russe. Il est fondé en novembre 2013, durant les événements relatifs à Euromaïdan, en tant que confédération paramilitaire, puis se structure en parti politique en mars 2014. Il est dirigé par Dmytro Iaroch. Les idées défendues par Secteur Droit se rapportent à l'indépendance de la nation ukrainienne vis-à-vis de la Russie, à la lutte contre les personnes en lien avec l'ancien pouvoir du Président Viktor Ianoukovytch, mais pas à une ligne économique. Ce parti est né du regroupement de mouvements d’extrême droite ukrainiens : Trident (Tryzub), Assemblée nationale ukrainienne - Autodéfense ukrainienne, Patriotes de l'Ukraine, Assemblée sociale-nationale et le Marteau Blanc.
Le journal israélien Haaretz a rapporté que Secteur droit et Svoboda ont distribué des traductions récentes de Mein Kampf et des Protocoles des Sages de Sion sur la place Maïdan et fait état de sa préoccupation de la présence importante de membres de ces deux mouvements ultra-nationalistes parmi les manifestants.
Le milliardaire Ihor Kolomoïsky est proche de ce mouvement.

#### Union panukrainienne «Liberté»
L’Union panukrainienne « Liberté » est un parti ukrainien d'extrême droite, fondé en 1991 sous le nom de Parti Social-Nationaliste d'Ukraine (Социал-национальная партия Украины - СНПУ). Il est également considéré comme néo nazi par le centre Simon-Wiesenthal. Le changement de nom s'est fait en 2004 avec l'arrivée d'Oleh Tyahnybok à la tête du parti. Ce dernier, dans une volonté de dédiabolisation, a également changé le symbole du parti, abandonnant ainsi le Wolfsangel. Malgré cela, des membres du parti continuent d'arborer ce symbole lors de manifestations et continuent de faire fureur avec des remarques russophobes, polonophobes, racistes et antisémites. Depuis qu'il joue un rôle important dans la vie politique ukrainienne et fait partie de la coalition responsable de la destitution du président Viktor Ianoukovytch, le parti supprime des passages antisémites de son programme et s'applique à éviter des déclarations trop extrêmes afin d'améliorer son image auprès d'un plus large public.
Lors de l'élection présidentielle de 2014, qui voit la victoire de Petro Porochenko, Oleh Tyahnybok, leader du parti, se classe dixième avec 1,16 % des voix.